# Pecki vára
Pecki vára (horvátul: Pecki grad) egy középkori vár romja Horvátországban, a Sziszek-Monoszló megyei Petrinyához tartozó Pecki határában. 

## Fekvése
A falu északi végében, az Utinja-patak feletti sziklás lejtőn találhatók romjai.

## Története
Pecki ma is látható várát 1551-ben Klinac és Csuntics váraival egyidejűleg építtette a zágrábi káptalan az Utinja-patak feletti magaslatra. Miután megerősítését nem tartották kifizetődőnek a fokozódó török támadások nyomán 1563-ban Lenkovics Iván főkapitány lerombolását javasolta. A török 1575-ben foglalta el a várat, melynek őrsége részben elmenekült, részben fogságba esett.

## A vár mai állapota
A vár központját képező torony köré védőfalat húztak, mely az ide menekülő lakosság védelmét szolgálta és hasonló célokat szolgált a vár alatti barlang is. A torony falai, mely egykor három emelet magas volt a mai napig is a második emelet magasságáig állnak. Egykor valószínűleg tető is fedte. A toronyba felvonóhídon át lehetett bejutni, ennek nyomai láthatók az első emelet magasságában levő kapu mellett. Valószínű, hogy a torony körül a védőfal mellett egykor faépületek álltak. Amint az az építőkövek durva faragásából is látszik, a vár nagy sietséggel épült.